# 193 км (зупинний пункт, Придніпровська залізниця)
193 км (колишня назва — Кирилівка) — пасажирський залізничний зупинний пункт Дніпровської дирекції Придніпровської залізниці на електрифікованій лінії Запоріжжя-Кам'янське — Нижньодніпровськ-Вузол між станціями Дніпро-Головний (4 км) та Нижньодніпровськ (1,2 км). Розташований в Амур-Нижньодніпровському районі міста Дніпро, на лівому березі річки Дніпро.

## Історія
На початку ХХ століття зупинний пункт мав назву Кирилівка, назва якого походить від імені одного з дітей помічника начальника Катерининської залізниці Петра Михайловича Крендовського (1882—1929) Кирила. Ця назва перейшла на сусіднє селище, а у 2016 році й на міський парк (раніше — парк імені Кірова), який розташований неподалік.

## Пасажирське сполучення
На Платформі 193 км зупиняються приміські поїзди у напрямку станцій Дніпро-Головний, Синельникове I та Берестин.